# متلازمة كلوية
المتلازمة الكلوية  (بالإنجليزية: Nephrotic Syndrome) وتسمى أيضًا متلازمة نفروزي أو المتلازمة الكلائية -أو التناذر النفروزي. وهي عبارة عن مجموعة من الاعراض المرضية التي تنتج عن ضرر يصيب المرشحات الدقيقة للكلى (الكبيبات). وتنقسم متلازمة نفروزي إلى ثلاثة أنواع وهي متلازمة كلائية نتيجة امراض تصيب الجسم، ومتلازمة كلائية خلقية سببها مرض وراثي، والنوع الثالث هو متلازمة كلائية أولية غير معروفة السبب.

## الفيزيولوجيا المرضية
تصفّي الكبب الكلوية الدم الذي يصل إلى الكلية. تتكون الكبب من شعيرات دموية ذات مسامات صغيرة تسمح للجزيئات الدقيقة التي تملك وزنًا جزيئيًا أقل من 40000 دالتون فقط بالمرور دون الجزيئات الكبيرة كالبروتينات.
تتأثر الكبب في المتلازمة الكلوية بتفاعلات التهابية أو تنكسية زجاجية (عملية تشكل مادة بلورية متجانسة داخل الخلايا) تسمح لبروتينات كالألبومين ومضاد الثرومبين والغلوبولينات المناعية بالمرور عبر غشاء الخلية لتظهر في البول.
يعتبر الألبومين البروتين الرئيسي في الدم؛ فهو مسؤول عن الحفاظ على الضغط التناضحي الغرواني في الأوعية، ما يمنع تسرب السائل إلى خارج الخلية وبالتالي تشكل الوذمات لاحقًا.
يبدأ الكبد كرد فعل على نقص بروتين الدم بآلية تعويضية تتضمن تخليق البروتينات كالألفا 2 ماكروغلوبين والبروتينات الشحمية. قد يسبب ارتفاع الأخير فرط شحوم الدم وهو أمر مرتبط بهذه المتلازمة.

## التشخيص
يحتاج الأطباء إلى سلسلة من الاختبارات الكيميائية الحيوية إلى جانب الحصول على تاريخ طبي كامل للتوصل إلى تشخيص دقيق يثبت وجود المرض. يمكن في بعض الأحيان إجراء تصوير للكلى (لبنية الكليتين وتحري وجودهما) بالإضافة إلى إمكانية أخذ خزعة من الكلى. يتضمن أول اختبار تحليل البول لتحري وجود مستويات عالية من البروتين إذ يفرز الأشخاص السليمون كمية ضئيلة من البروتينات في البول. يمكن إجراء جمع بول 24 ساعة لتحري كمية البروتين الإجمالية المطروحة في البول التي ستحتوي في هذه المتلازمة على كمية بروتين> 3.5 غرام لكل 1.73 متر مربع من بول 24 ساعة. يمكن تحري وجود الأسطوانات البولية، لكنها تعد من خصائص التهاب الكلى النشط. يُجرى بعد ذلك فحص دموي أيضي شامل (CMP) بحثًا عن نقص ألبومين الدم الذي يجب أن يكون أقل أو يساوي 2.5 غ/ دل (المجال الطبيعي= 3.5- 5 غ/ دل). يطلب الأطباء أيضًا اختبار تصفية الكرياتينين لتقييم وظائف الكلى وقدرة الترشيح الكبي. يتكون الكرياتينين نتيجة انهدام النسج العضلية، وينقَل بعدها في الدم ليُطرَح عبر الكليتين في البول. يقيّم قياس تركيز المركبات العضوية في السائلين الاثنين قدرة الكبب الكلوية على تصفية الدم. يمكن أيضًا تحليل مستويات الشوارد واليوريا أثناء تحليل الكرياتينين (اختبار EUC) لتقييم وظائف الكلى. يجب تحري مستويات الشحوم في الدم لأن ارتفاع مستويات الكوليسترول في الدم يدل على المتلازمة الكلوية وخاصةً ارتفاع مستويات البروتين الدهني منخفض الكثافة المصاحب لارتفاع البروتين الدهني منخفض الكثافة جدًا.
قد يلجأ الأطباء إلى أخذ خزعة من الكلى باعتبارها الوسيلة التشخيصية الأكثر نوعية لكنها تعتبر أيضًا  من أشد الوسائل التشخيصية غزوًا. تسمح الدراسة الباثولوجية للعينة بعد ذلك بتحديد نوع الالتهاب الكبي المسبب. ومع ذلك، لا تؤخذ الخزعة إلا من البالغين بسبب إصابة غالبية الأطفال بالداء الكلوي قليل التبدلات الذي يبلغ معدل الشفاء منه نحو 95 ٪ في حال علاجه باستخدام الستيرويدات القشرية. يلجأ الأطباء عادةً إلى الخزعة في حالة الأطفال الذين لا يشفون بعد المعالجة بالستيرويدات القشرية بسبب معاناة هؤلاء من تصلب الكبب القطاعي البؤري.
يلجأ الأطباء إلى تحاليل إضافية إذا كان السبب غير واضح بما في ذلك تحاليل المناعة الذاتية (كالعامل المضاد للنواة ومضادات العقديات الحالة O والمتممة 3 والغلوبولينات البردية والرحلان الكهربائي لبروتينات المصل)، وتصوير البطن بأكمله بالأمواج فوق الصوتية.

## الاعراض
- فقد البروتين في البول
- انخفاض البروتين في الدم
- تجمع السوائل في الجسم
- ارتفاع الدهون في الدم
-انتشار المر
- التصلب الكبيبي
- الاعتلال الكبيبي الغشائي
- الاعتلال الكلوي الكبيبي التكاثري الغشائي
- الاعتلال السكري
- الذئبة الحمراء
-الامايلويد
- فيروس نقص المناعة البشري
- نتيجة الأثر الجانبي لبعض الأدوية
- هناك نوع نادر الحدوث حيث تحدث المتلازمة الكلوية بعد الولادة، وتسمى المتلازمة الكلوية الخلقية (congenital nephropathy)
- تورم العينين – الجفن، وخاصة عند الاستيقاظ من النوم، وقد تقل في نهاية اليوم
- تورم الساقين والقدمين
- تورم البطن – الاستسقاء
-تورم الخصية
- نقص كمية البول
- زيادة الوزن
-الارهاق
-فقدان الشهية
- الاسهال.
- الالتهابات البكتيرية: يكون المصاب بالمرض أكثر عرضة للإصابة بالالتهابات البكتيرية وذلك لانخفاض مستوى المناعة في جسمه (حيث أن البروتينات عنصر مكون للناعة في الجسم).
- تجلط الدم في الأوعية
-ارتفاع نسبة الدهون في الدم: الكوليستيرول والدهون الثلاثي
-ضعف النمو لنقص البروتينات
- ارتفاع ضغط الدم
- فشل كلوي

## الأسباب
المتلازمة الكلوية لها أسباب عديدة، ربما تكون إما نتيجة لمرض يقتصر على الكلى، ويدعى متلازمة الكلوية الأولية، أو أن يكون هناك شرط يؤثر على الكلى وأجزاء أخرى من الجسم، وتسمى متلازمة الكلوية الثانوية. كذالك تحدث نتيجة ترسب بروتين بيتا النشواني الذي يحدث في مرض الداء النشواني
- الداء النشواني يعلق البروتين النشواني( Amyloid light chin) المشحون في وحدة التصفية في الكلية مسببًا خلل في علمية الترشيح، ومع تراكم هذا البروتين تصبح الكلى غير قادرة على العمل بشكل صحيح وبالتالي تبدأ بفقدان بروتنات البلازما خصوصاً الألبومين (٣جرام /اليوم) هذا من شأنه أن يسبب في انخفاض الصغط التناضحي في الدم وبالتالي تدفق السوائل من الأوعية الى الأنسجة مسببة وذمة محيطية.[10]

وتوصف عادة الأسباب الرئيسية لمتلازمة الكلوية من الأنسجة، أي تغيير الحد الأدنى من المرض (MCD) مثل اعتلال الكلية، الذي هو السبب الأكثر شيوعا لمتلازمة الكلوية عند الأطفال، وتصلب الكبيبات البؤري القطاعي، وهو السبب الأكثر شيوعا لمتلازمة الكلوية عند البالغين.
الأسباب الثانوية من المتلازمة الكلوية لديهم نفس الأنماط النسيجية والأسباب الرئيسية، على الرغم من بعض الاختلافات قد يحمل مما يشير إلى سبب ثانوي، مثل إدراج الهيئات. وتوصف عادة من قبل السبب الكامن وراء.
الأسباب الثانوية من نمط نسيجية:
اعتلال الكلية الغشائي (MN):
1-التهاب الكبد ب
2-متلازمة شوغرن
3-الذئبة الحمامية الجهازية (SLE)
4-داء السكري
5-ساركويد
6-الأدوية (مثل الكورتيزون والهيروين، والذهب في الوريد)
7-السرطان
8-العدوى الجرثومية والجذام والزهري
9- مرض طفيلي. (الإصابات بالملاريا)
10-تصلب قطعي للكبيبات البؤري (FSGS)
11-ارتفاع ضغط الدم، تصلب الكلية
12-نقص المناعة البشرية
13-السمنة
14-فقدان الكلى
15-الحد الأدنى من التغيير المرض (MCD) [4]
16-المسكنات، وخاصة في كبار السن
17- سرطان هودجكين، الغدد الليمفاوية
18-حساسية
19-لسعة النحل
20التهاب كبيبات الكلى Membranoproliferative
21-التهاب الكبد C

## العلاج
يتم العلاج بالأساس، إلى معالجة الاعراض. عند تحديد المرض المسبب لهذه المتلازمة وتكون هنالك امكانية لمعالجته، تتم إضافة العلاج المخصص له. التوقف الفوري عن تعاطي الهيروين قد يؤدي إلى اختفاء الاعراض الكليوية. المتلازمة الكلائية الناتجة عن امراض أولية تصيب كبيبات الكلى، تتم معالجتها بواسطة الكورتيكوستيرويدات (Corticosteroids) وأدوية كابتة للجهاز المناعي (Immunosuppressive drugs).
يكون علاج الحالة عادة - بوصف دواء بريدنيسولون “Prednisolone” وهو من أنواع الكورتيزون، ويؤدي هذا الدواء إلى عودة المسامات في النيفرونات إلى وضعها الطبيعي مما يمكنها من الاحتفاظ بالزلال مرة أخرى. وقد يستمر العلاج لفترة طويلة - شهور - سنوات - مدى الحياة. قد يستدعي الأمر في بعض الحالات اعطاء الزلال «البروتين» عن طريق الوريد في بعض الحالات التي يكون فيها الاستسقاء شديدا، ويعتبر هذا الدواء مكملا وهدفه ازالة الأعراض فقط. قد يستدعي الأمر في بعض الحالات اعطاء مدرات البول للتخلص من السوائل المتجمعة في أنسجة الجسم.وقد يحتاج المريض إلى أدوية لتخفيض مستوى الدهون في الدم. وللمضادات الحيوية لاستمرار التحصين ضد الإصابة بالالتهابات البكتيرية. في حال عدم الاستجابة للأدوية قد يلجأ الطبيب لاستخدام ادوية ثانوية، أكثر فعالية وأكثر أعراض جانبية.
o إذا كان فحص العينة الكلوية يظهر ان المتلازمة الكلوية قد نتجت عن امراض كبيبية أكثر خطورة بخلاف مرض التغير الأدنى، فقد تكون بحاجة إلى تناول عقاقير قوية مثبطة للمناع
ويتم العلاج بواسطة مثبطات الانزيم المحول للانجيوتنسين (Angiotensing Convertin Enzyme - ACE)، وذلك نظرا لمساهمتها في تخفيض ضغط الدم المرتفع وتوفير حماية اضافية للكليتين، وهي تعطى بالجرعة القصوى التي يستطيع المريض تحملها.
عندما تظهر اثار جانبية، مثل السعال الجاف، يتم استبدل هذا الدواء بحاصرات مستقبلات الانجيوتنسين الثاني. كما يمكن، أيضا، معالجة فرط ضغط الدم بواسطة مدرات البول (diuretic). ينبغي لهؤلاء المرضى اتباع نظام غذائي قليل الدهون المشبعة وقليل الصوديوم ويحتوي على كميات سليمة وصحية من البروتين والبوتاسيوم، كما يوصى بممارسة النشاط الجسماني المعتدل.
في حال تفاقم المتلازمة إلى مرحلة الفشل الكلوي، فينبغي البدء بعلاج داعم بواسطة الديال (غسيل الكلى) أو اللجوء إلى زرع كلية بدلا من الكلية المتضررة.

## وصلات خارجية
- Nephrotic Syndrome Research نسخة محفوظة 28 يناير 2010 على موقع واي باك مشين. A team of kidney doctors and scientists from Beth Israel Deaconess Medical Center / Harvard Medical School working to learn more about the cause of Nephrotic Syndrome in children and adults, with an emphasis on the genetic basis of this disease.
- Childhood Nephrotic Syndrome - National Institute of Diabetes and Digestive and Kidney Diseases (NIDDK), معاهد الصحة الوطنية الأمريكية
- Adult Nephrotic Syndrome - National Institute of Diabetes and Digestive and Kidney Diseases (NIDDK), معاهد الصحة الوطنية الأمريكية

Kidcomm.org A resource for parents of children with nephrotic syndrome since 2007
http://www.webteb.com/kidney-urology/diseases/المتلازمة-الكلائية-لدى-البالغين#ixzz2OqE4KenU